# Naai
Naai is een bestuurslaag in het regentschap Nias Selatan van de provincie Noord-Sumatra, Indonesië. Naai telt 607 inwoners (volkstelling 2010).